# Auroraförbundet
Auroraförbundet i Uppsala var en litterär förening, som Per Daniel Amadeus Atterbom, Samuel Hedborn, Georg Ingelgren och två andra unga studenter stiftade 7 oktober 1807 i avsikt att främja "vitterhetens odling och sina talangers utbildning". 
Förbundet kallade sig i början "Musis amici" (sånggudinnornas vänner), vilket namn, liksom stadgarna, utvisar, att detta förbund kan anses som en fortsättning av sällskapet "Vitterhetens vänner", som Atterbom förut hade tillhört. Kort efter stiftelsen intogs i förbundet bland andra Per Elgström och Vilhelm Fredrik Palmblad, vilka sedan jämte Atterbom blev de ledande. Palmblad föreslog en omarbetning av stadgarna, vilken också våren 1808 genomfördes, på samma gång som namnet "Musis amici" utbyttes mot "Aurora" - varmed skulle antydas annalkandet av en ny "morgonrodnad" för den svenska vitterheten. Sällskapets ändamål förklarades nu vara "en evig förbrödring för sanning och skönhet, ett Ömsesidigt bildande och en allmän reformation i alla den högre litteraturens grenar". Detta mål ville man uppnå genom ömsesidig tävlan och kritik. Genom prisskrifter på vers och prosa samt inträdes- och högtidstal sökte medlemmarna utbilda sina skaldegåvor och sina åsikter i vittra frågor. 
Ingen egentlig upplösning skedde; sammankomsterna upphörde på vintern 1810. I augusti 1810 utgavs av Atterbom och Palmblad första häftet av tidskriften "Phosphoros", som sedan upptog det bästa av de skrifter, som hört till Auroraförbundets arkiv.